# دیاموند تی
دیاموند تی (انگلیسی: Diamond T) شرکت خودروسازی آمریکایی بود، که در سال ۱۹۰۵ تأسیس شد.